# E. V. Thompson
Ernest Victor Thompson (14 de julio de 1931 – Launceston, 19 de julio de 2012) fue un escritor de novelas históricas británico.

## Biografía
Thompson sirvió en la Royal Navy durante nueve años y se unió a la Policía de Bristol. Posteriormente se convirtió en jefe de seguridad del Departamento de Aviación de Rhodesia. En 1970 se trasladó a Cornualles para centrarse em su faceta de escritor. Thompson se especializó en novelas históricas básicamente centradas en Cornwall y escribió más de una cuarentena de libro. Su novela Chase the Wind fue votada como la mejor novela histórica del año.
Thompson fue nombrado Miembro del Orden del Imperio Británico en 2012 por sus servicios a la literatira y a la comunidad de Cornwall.

## Obras
- 1977 Chase the Wind
- 1978 Harvest of the Sun
- 1979 Music Makers
- 1980 Ben Retallick
- 1981 The Dream Traders
- 1982 Singing Spears
- 1983 The Restless Sea
- 1984 100 Years on Bodmin Moor
- 1984 Cry Once Alone
- 1985 Republic
- 1985 Polrudden
- 1986 The Stricken Land
- 1988 Becky
- 1989 God's Highlander
- 1990 Lottie Trago
- 1991 Cassie
- 1992 Whychwood
- 1992 Blue Dress Girl
- 1993 Mistress of Polrudden
- 1994 Tolpuddle Woman
- 1995 Ruddlemoor
- 1996 Lewin's Mead
- 1996 Moontide
- 1997 Cast No Shadows
- 1997 Mud Huts and Missionaries
- 1998 Fires of Evening
- 1999 Here, There and Yesterday
- 1999 Homeland
- 1999 Somewhere a Bird is Singing
- 2000 Winds of Fortune
- 2001 Seek a New Dawn
- 2002 The Lost Years
- 2003 Paths of Destiny
- 2004 Tomorrow Is For Ever
- 2005 The Vagrant King
- 2006 Brothers in War
- 2007 Though the Heavens May Fall
- 2008 No Less Than the Journey
- 2009 Churchyard and Hawke
- 2010 Beyond the Storm
- 2012 Hawke's Tor
- 2012 The Bonds of Earth